# Histoire(s) du cinéma
Histoire(s) du cinéma è un'opera video del regista francese Jean-Luc Godard. Il progetto, iniziato nel 1988 e concluso solo dieci anni più tardi, è suddiviso in otto capitoli.
Considerata una delle opere più complesse e di difficile interpretazione dell'intera filmografia di Jean-Luc Godard, Historie(s) du cinéma spazia dal cinema alla letteratura, dalla pittura alla scienza e rappresenta, probabilmente, il punto più alto della riflessione che il maestro parigino non ha mai smesso di fare sulla propria attività di regista e soprattutto sul ruolo e sull'importanza del cinema.
Cerca di comporre una sua personale visione della storia del cinema usando immagini di film istituzionali, ne modifica il senso e cambia il contesto del film originario, non cerca di narrare una storia che si presenti come oggettiva, ma costruisce una genealogia inventando nuove relazioni tra suono, immagini, testi e nomi per parlare di una sua storia del cinema e per stimolare il fruitore a crearne una propria.
Il tema centrale dell'opera è quello di capire come il cinema si sia intrecciato alla storia anzi alle storie. Pertanto l'espressione Historie(s) du cinéma significa allo stesso tempo La storiografia del cinema, Le storiografie del cinema, Storia di cinema, Storie di cinema.

## Episodi
Historie(s) du cinéma si compone di quattro capitoli, ognuno dei quali suddiviso in due parti (a-b) per un totale di otto episodi.
I primi due episodi distribuiti da Canal Plus vengono realizzati nel biennio 1987 - 1988. I restanti sei episodi furono realizzati solo dieci anni più tardi tra il 1997 e il 1998. 
Godard nel film appare in diverse vesti: quella di intellettuale, quando si presenta seduto alla sua scrivania mentre compone con la macchina per scrivere attorniato dalla sua libreria, quella di regista, con la visiera e quella di produttore. Cioè nelle forme delle persone che dovrebbero avere il potere sul film. Vi è soprattutto la ricorrente presenza di Godard stesso, autore e personaggio che nel suo studio scrive, digita, monta, legge, sfoglia, artigiano solitario e protagonista, in una identificazione totale con la storia che sta raccontando, in un dialogo riavvicinato con i padri, i fratelli, gli amici che sta rievocando.
- Capitolo 1(a) : 51 min.
  - Toutes les histoires (1988) - Tutte le storie
- Capitolo 1(b) : 42 min.
  - Une Histoire seule (1989) - Una storia sola
- Capitolo 2(a) : 26 min.
  - Seul le cinéma (1997) - Solo cinema
- Capitolo 2(b) : 28 min.
  - Fatale beauté (1997) - bellezza fatale
- Capitolo 3(a) : 27 min.
  - La Monnaie de l'absolu (1998) - La moneta dell'assoluto
- Capitolo 3(b) : 27 min.
  - Une Vague Nouvelle (1998) - Una nuova onda
- Capitolo 4(a) : 27 min.
  - Le Contrôle de l'univers (1998) - Il controllo dell'universo
- Capitolo 4(b) : 38 min.
  - Les Signes parmi nous (1998) - I segni in mezzo a noi

### Capitolo 1(a): Toutes les histoires
"Non cambiare nulla perché tutto sia uguale"
Capitolo dedicato a Marie Meerson e a Monica Tegelar.
C'è la presenza corrente di Godard stesso, unico punto in comune di tutto il film, che scrive, digita, legge, sfoglia, come un artigiano solitario.
Godard apre questa sua antologia della storia delle storie del cinema, con il protagonista de La finestra sul cortile, James Stewart che è in primissimo piano con un teleobiettivo. Utilizza questo frammento come introduzione a una storia audiovisiva del cinema, per evocare una quantità di motivi diversi e insieme una molteplicità di storie possibili. La fotografia viene tirata in causa in quanto antenata del cinema, porta direttamente a una riflessione intrecciata al concetto di riproducibilità tecnica benjaminiano.
In secondo luogo il concetto di fotografia ci accompagna verso una riflessione sulla scissione della visione in due figure diverse: l'occhio di James Stewart e l'obiettivo.
Il cinema è un mondo incluso nella storia della percezione, che suggerisce il suo ruolo fondamentale nell'estensione dell'esperienza visiva degli esseri umani. La funzione del teleobiettivo godardiano, come nel caso del "telescopage del passato attraverso il presente" di Benjamin, porta alla luce qualcosa che è scomparso per sempre e riporta alla memoria la condizione che accomuna il nostro James Stewart e lo spettatore, entrambi sono costretti a una condizione di immobilità.
Godard mette a punto un metodo per un'introduzione a una vera storia del cinema che funziona sia al plurale sia al singolare. Storia multipla, le cui componenti sono tanto "là dove si era, devo giungere io", riferimento freudiano "dove era l'Es, deve diventare IO".
Il regista oltre che inserire citazioni istituzionali, mette in atto forme di autocitazionismo, non solo perché Godard, senza falsa modestia sa di far parte della storia del cinema, ma perché, in senso opposto, questa esiste per lui solo nella sua storia privata. Non vera storia dunque, ma memoria libera e personale, che procede per accostamenti estemporanei di parole e concetti, per analogie e rimandi emotivi, echi e rime visive, raddoppiati dalle frequenti scritte, spesso ritoccate e trasformate. Il linguaggio della memoria è il linguaggio del video, la memoria attuale del cinema, è magari lacunosa e annebbiata ma personale, posseduta in casa, come i libri della biblioteca.
Il linguaggio della memoria, libera e personale, procede per accostamenti, immagini flash, Hitler, protagonista del Novecento, un cartello che indica Treblinka e da un treno, un uomo consapevole di ciò a cui stava andando incontro.
Una riflessione sulla storia, frutto del flusso di una memoria, meditazione e dal discorrere a ruota libera.
Appare la didascalia con la scritta Hollywood e da lì parte una riflessione sul magnate di Hollywood Irving Thalberg e sul mondo del cinema in quanto fabbrica di sogni effimeri di fronte agli eventi storiografici dell'intero Novecento.
La storia del cinema è anche storia di donne, le due grandi storie si intrecciano, storia di sesso e storia di morte.
Trasforma il rosso delle labbra di una diva, in rosso di sangue e morte.
Il cinema ha sempre raccontato la guerra, è anzi industria di guerra, ma non ha filmato campi di sterminio, a differenza di pittori come Goya o Rembrandt.
Gli italiani, hanno dovuto riscattarsi con Roma città aperta perché la guerra è anche quella della finzione contro il reale.
La purezza del cinema era la sua capacità di rappresentare la realtà, ma essa era troppo cruda e i popoli hanno preferito bruciare nell'immaginario per riscaldare il reale.
Perché il cinema, come l'arte, è storia di grandi opere e di grandi autori, di padri fondatori, Griffith, Stroheim, Vertov; Ėjzenštejn, Dreyer, ecc., e in una posizione speciale, Hitler e Stalin.
Ci porta a riflettere sulla mancata influenza del cinema, in quanto mezzo di persuasione, nella riflessione sulla grande storia.
"Bisogna proteggere i morti con tre vivi" sarà l'impresa di Hystoire(s), la televisione, Hollywood e la modernità sono il nemico numero uno.
"Ciò che i cinegiornali ci dicono, non ci dice nulla".
"Di tutta questa storia possiamo fare un ricordo, è la sola che possiamo proiettare ed è tutto ciò che possiamo fare. Ma è la grande storia e non è mai stata raccontata."
L'apparizione dice che quando tutto è sparito, vi è ancora qualcosa: quando viene tutto meno, la mancanza fa apparire l'essenza dell'essere che è di essere ancora là dove viene meno di essere in quanto è dissimulato
"Obscurité oh ma lumiére"

### Capitolo 1(b): Une histoire seule
Analisi della solitudine sia cinematografica sia storiografica.
Le due grandi storie sono state il sesso e la morte.
- Une industrie de la mort - Il cinema come il cristianesimo non si fonda su una verità storica. Ci dà un racconto, una storia e ci dice e ora credi!

1. L'image viendra au temps de le résurrection / L'immagine verrà ai tempi della resurrezione
2. Una industrie de l'evasion / Un'industria dell'evasione
3. L'heritage de la photo / L'eredità della fotografia
4. À l'ombre des jeunes filles en fleurs / All'ombra delle ragazze in fiore

### Capitolo 2(a):Seul le cinéma
Godard si ripresenta e dà vita a un nuovo racconto che inizia mostrando un colloquio avvenuto tra il regista e il critico Serge Daney (la cui voce viene amplificata fino a diventare un'eco, affinché esso rappresenti il lasso di tempo trascorso dagli episodi precedenti) nel 1988, poco dopo la diffusione del primo capitolo.
La scelta del titolo Seul le cinéma viene spiegata fin dalle prime immagini: si tratta di un paragone tra le differenti storie, quella del cinema, quella della letteratura e quella dell'arte, al fine di far emergere una della specificità dell'arte cinematografica, ovvero che è più grande delle altre storie poiché si proietta.
Il cinema in questo episodio viene vissuto come un viaggio. Julie Delpy legge per intero Il viaggio di Charles Baudelaire, mentre sullo sfondo scorrono immagini de La morte corre sul fiume, e di opere artistiche di Turner, Seurat, Klimt e Toulouse-Lautrec.
Godard infine afferma che il cinema è l'unico modo che ha di raccontare e per rendersi conto di avere una storia propria; e in conclusione si sofferma sulla capacità del cinema di rendere tutto possibile affermando tramite didascalie che "Il cinema autorizza Orfeo a voltarsi senza far morire Euridice."

### Capitolo 2(b): Fatale beauté
In tutto questo c'è anche della fatalità, da qui il titolo del quarto episodio, che è Fatale beauté.
Nella fisica stessa dell'atto cinematografico c'è qualcosa di fisico e di metafisico.
Fatale beauté parte da un riferimento al film di Robert Siodmak di nome Il grande peccatore, con Ava Gardner ispirato da Il giocatore di Dostoevskij.
Questo episodio sottolinea il fatto che la storia della bellezza, nel cinema come nella pittura e nella letteratura è sempre stata relativa alle donne e non agli uomini, infatti sono sempre stati gli uomini a filmare le donne, e questo è stato in un certo senso fatale a questa storia.
Godard questa volta appare nel suo studio da solo, con un sigaro in bocca assorto tra i suoi pensieri e ci parla del legame tra il cinema e la fotografia, sottolineando il rapporto che il mezzo cinematografico ha con la raffigurazione della morte e della bellezza, e lo fa utilizzando la figura della femme fatale.
Infatti afferma che Il cinema non è un'arte né una tecnica: un mistero come la bellezza fatale delle dive come Ava Gardner, Lauren Bacall e Hedy Lamarr
In questo episodio compare Sabine Azéma, che tenta di definire la bellezza di questo ‘mondo lontano e remoto’ interpretando un testo filosofico su questo tema.

### Capitolo 3(a):La Monnaie de l'absolu
Il quinto episodio delle Histoire(s) è il più pessimista degli otto episodi, ma anche il più politico, con il quale Godard annuncia la morte del cinema.
Il regista affronta l'argomento da un punto di vista politico-geografico; rifacendosi anche alle precedenti puntate dell'opera, mescola le suggestioni della fotografia, della storia dell'arte e della letteratura in un discorso teso a delineare i differenti profili dei principali cinema mondiali (americano, francese, tedesco, inglese, italiano), per decidere infine quale sia il migliore in assoluto. Secondo Godard è quello italiano, che deve la sua potenza espressiva inimitabile in parte alla storia e in parte alla poesia insita nella lingua italiana: il cinema italiano è stato l'unico a realizzare un vero film di resistenza, Roma città aperta.
Godard ha voluto parlare di quei temi che hanno a che fare con l'aspetto "fatale", ovvero dell'assoluto. Il titolo proviene da uno dei libri d'arte di André Malraux, La Monnaie de l'absolu. Il testo è accompagnato da immagini di guerra ricavate da film e dipinti. Il rapporto tra la debolezza del mondo contemporaneo e quella del cinema è stabilito, il cinema è incapace di resistere all'onda della storia, ormai surclassata dallo spettacolo dei media.
L'episodio, si chiude sulle note della canzone La nostra lingua italiana di Riccardo Cocciante.
L'episodio è dedicato a Gianni Amico, James Agee, Frédéric C. Froeschel e Naum Kleiman.

### Capitolo 3(b):Une vague Nouvelle
Godard rievoca la figura di Henri Langlois, fondatore della Cinémathèque française, e la nascita della Nouvelle Vague.
Partendo dal gioco di parole che dà il titolo a questo frammento delle Histoires du cinéma, Godard introduce il discorso sul potere affabulatorio, di creare nuovi mondi e realtà parallele e soprattutto di farvi credere lo spettatore, che il cinema possiede. Il passo è breve fra la Nouvelle vague, il movimento cinematografico francese che vide esplodere fra gli altri anche il talento di Godard, alla fine degli anni cinquanta, e una "vague nouvelle", un racconto impreciso, sfocato, alla maniera proprio del regista, sempre caotico, vulcanico, a tratti persino contraddittorio, sicuro soltanto di non avere alcuna certezza.
Anche questo capitolo, che dura 27 minuti, si sviluppa esteticamente come i precedenti cinque dell'opera: frammenti di film del passato a cui Godard si ispira per il suo discorso vengono citati mentre la voce fuori campo del regista commenta, spiega, sentenzia, suggerisce, crea e disfa l'atmosfera e i toni di un monologo "vago" durante il quale di tanto in tanto compare anche l'immagine dello stesso Godard. Gli incroci con i precedenti episodi delle Histoires si fanno sempre più frequenti.

### Capitolo 4(a):Le contrôle de l'univers
Il settimo episodio è dedicato a Michel Delahaye e Jean Domarchi.
Nella prima parte dell'episodio, che è molto più letterario che visivo rispetto al resto, Godard riflette e si interroga sulla natura del potere. Il regista comincia a tirare le somme della sua ricerca sul senso e la storia del cinema, citando i suoi punti di riferimento artistici (Hitchcock, Rossellini, Dreyer, Bresson) e lo fa collegandolo ai discorsi lasciati in sospeso negli episodi precedenti. Se il cinema controlla l'universo, sostanzialmente è Dio.
Hitchcock, dice Godard, ha oggi, per la nostra civiltà, un peso più sensibile rispetto a quello avuto da personaggi come Alessandro Magno o Giulio Cesare.

### Capitolo 4(b):Les signes parmi nous
L'ottavo episodio è una sorta di epilogo delle Histoire(s).
"I segni fra noi" sono segni non spiegati, ma disseminati dal cinema. Tutto è in continuo divenire, muoiono gli Stati e l'Europa. Così l'autore si concentra sull'immortalità dell'arte e soprattutto delle immagini forti; l'episodio si chiude poi con la sua immagine sovrapposta a una rosa gialla. Questa rosa a sua volta si trasforma, finché alla fine sullo schermo si alterna l'immagine in bianco e nero di Godard e l'immagine a colori del quadro di Francis Bacon del 1957 Étude pour le portrait de Van Gogh.

## Tecniche
- Accostamento
- Anacronismo
- Analogie e Distanze
- Decontestualizzazione
- Montaggio: strumento principale di queste Histoire(s), perché non c'è altro modo di "fare storia" : solo accostando le immagini si possono mettere a confronto e far nascere le idee. di marca polemicamente ejzenstejniana.

Un modo di vedere del tutto nuovo, che consiste nel mettere una cosa in rapporto a un'altra in modo diverso da come facevano in quella data epoca la pittura o il romanzo. Esso permette di guardare le cose anziché dirle.
- Montaggio discontinuo: stimola lo spettatore e che deve essere portato a generare una propria storia del cinema
- Montaggio produttivo
- Ripetizione
- Sovrimpressione

## Influenze
- Dziga Vertov
- Cinema underground
- Dadaismo
- Friedrich Nietzsche
- Guy Debord
- Jacques Lacan
- Lettrismo
- Sergej Michajlovič Ėjzenštejn
- Sigmund Freud
- Situazionismo
- Surrealismo
- Walter Benjamin

## Didascalie
"Ma c'è anche il fatto che io cerco qualcosa che ancora non ho trovato. Mi servo di elementi non solo visivi, ma anche letterari."
In Histoire(s) du cinéma Godard fa un uso particolare delle didascalie. Gioca con le parole e con i loro significati nelle diverse lingue (inglese, italiano, francese). Queste parole sono usate come pretesti per rimandare a un qualcosa d'altro, stimolano ad altre riflessioni.
Ad esempio la didascalia 'HIS TOI RE DU CI NE MOI', allude a una rinnovata possibilità di un “passaggio di mano del vissuto come memoria, della trasmissione della memoria come vissuto, di cui il ‘ripetitore’ si fa strumento e mediatore"

## Citazioni e riferimenti
In questo progetto Godard utilizza 495 film, cita 148 opere letterarie (poesie, romanzi, saggi) e utilizza 93 brani musicali come colonna sonora.

### Capitolo 1(a): Toutes les histoires
- Sussurri e grida (1972) di Ingmar Bergman
- Giglio infranto (1919) di David Wark Griffith
- Le mille e una notte (1942) di John Rawlins
- I falsari (1937) Albert Herman
- Freaks (1932) di Tod Browning
- Rapacità (1924) di Erich Von Stroheim
- Una notte all'opera (1935) di Sam Wood
- La vedova allegra (1935) di Ernst Lubitsch
- Ben-Hur (1959) di William Wyler
- I ragazzi terribili (1950) di Jean-Pierre Melville
- La Peste (1992) di Luis Puenzo
- Quarto potere (1941) di Orson Welles
- Umiliati e offesi (1958) di Vittorio Cottafavi
- La scuola delle mogli (1973) di Vittorio Cottafavi
- L'ombra del passato (1944) di Edward Dmytryk
- L'educazione sentimentale (1961) di Alexandre Astruc
- I Nibelunghi (1924) di Fritz Lang
- M - Il mostro di Düsseldorf (1931) di Fritz Lang
- La metamorfosi di Franz Kafka
- The Metamorphosis of Franz Kafka (1994) di Carlos Atanes
- Giulio Cesare (1953) di Joseph L. Mankiewicz
- Le Parfum de la dame en noir (1931) di Marcel l'Herbier
- La nausea di Jean-Paul Sartre
- Se il sole non tornasse (1987) di Claude Goretta
- Fantômas (1913) di Louis Feuillade
- Nascita di una nazione (1915) di David Wark Griffith
- La speranza (1938) di Andrè Malraux
- Roma città aperta (1945) di Roberto Rossellini
- Un posto al sole (1951) di George Steven

### Capitolo 1(b): Une Historie Seule
- Un place sur la terre di Jean Cocteau
- Cura la tua destra...(1987) di Jean-Luc Godard
- Così parlò Zarathustra di Friedrich Nietzsche
- 2001: Odissea nello spazio (1968) di Stanley Kubrick
- La voce del silenzio (1953) di Georg Wilhelm Pabst
- La principessa di Cleves (1961) di Jean Delannoy
- Le rendez-vous de Senlis (1941) di Jean Anouilh
- Assassins et voleurs (1957) di Sacha Guitry
- Il disprezzo (1963) di Jean-Luc Godard
- Il diavolo in corpo (1947) di Claude Autant-Lara
- Giuseppe e i suoi fratelli di Thomas Mann
- Il vagabondo delle stelle (1920) di Edward Sloman
- Perfidia (1945) di Robert Bresson
- Candido (1960) di Jean-Pierre Cassel
- All'ombra delle fanciulle in fiore di Marcel Proust
- La bestia umana (1954) di Fritz Lang
- L'arrivo di un treno alla stazione di La Ciotat (1896) dei Fratelli Lumiere
- Rio bravo (1950) di John Ford
- L'africa fantasma di Michel Leiris
- I nutrimenti terrestri di Andre Gide
- Madame Bovary di Flaubert
- Madame Bovary (1933) di Jean Renoir
- Il ladro di Bagdad (1924) di Raoul Walsh
- Il mistero della camera gialla (1930) di Marcel l’Herbier
- La maschera di ferro (1939) di James Whale

### Capitolo 2(a): Seul le cinéma
- Salò o le 120 giornate di Sodoma (1975) Pier Paolo Pasolini
- L'avventura (1960) Michelangelo Antonioni
- Teorema (1968) Pier Paolo Pasolini
- Que viva Mexico! (1931/1979) Sergej Ėjzenštejn
- Caccia al ladro (1955) Hitchcock
- La femme dans le vacue (1868) Gustave Courbet
- Judith 1 (1901) Gustav Klimt
- Il covo dei contrabbandieri (1955) Fritz Lang
- 8½ (1963) Fellini
- Dracula (1962) Tod Browning
- Paix Funèrailles en mer (1842) Turner
- Il bacio (1907) Gustav Klimt
- L'origine del mondo (1866) Gustave Courbet
- Vampire (1893) Edvard Munch
- Le voyage, Charles Baudelaire

### Capitolo 2(b): Fatale Beaute
- Roma città aperta (1945) Roberto Rossellini
- Faust (1926) Murnau
- M - Il mostro di Düsseldorf (1931) Fritz Lang
- Scarface - Lo sfregiato (1932) Howard Hawks
- Persona (1966) Ingmar Bergman
- L'età del ferro (1964) Roberto Rossellini
- Il peccato di Lady Considine (1949) Alfred Hitchcock
- Viaggio in Italia (1953) Roberto Rossellini
- Germania nove zero (1991) Jean-Luc Godard
- Week-end, un uomo e una donna dal sabato alla domenica (1967) Jean-Luc Godard
- L'orgoglio degli Amberson (1942) Orson Welles
- Bande à part (1964) Jean-Luc Godard
- Alla ricerca del tempo perduto, Proust
- Mr. Arkadin (1955) Orson Welles
- Il disprezzo (1963) Jean-Luc Godard
- Prénom Carmen (1983) Jean-Luc Godard
- Le silence (1799/1801) Fuseli
- Ladri di biciclette (1948) Vittorio De Sica
- Passion (1982) Jean-Luc Godard

### Capitolo 3(a): La monnaie de l'absolou
- La certosa di Parma (1947) di Christian-Jaque
- Luana la vergine sacra (1932) di King Vidor
- Il porto delle nebbie (1938) di Marcel Carné
- Solo una notte (1945) di Claude Autant-Lara
- La passeggera (1963) di Andrzej Munk
- L'ultima tappa (1948) di Wanda Jakubowska
- I dannati di Varsavia (1957) di Andrzej Wajda

### Capitolo 3(b): Une Vague Nouvelle
- Il fiume (1951) di Jean Renoir
- Ottobre (1928) di Sergej Ėjzenštejn
- Que viva Mexico! (1931) di Sergej Ėjzenštejn
- Aurora (1928) di Friedrich Wilhelm Murnau

## Distribuzione
Il primo episodio è presentato fuori concorso al Festival di Cannes del 1988. Nove anni più tardi viene invece presentato nella sezione Un certain regard al festival del 1997.
I capitoli successivi al primo vengono distribuiti dopo dieci anni per problemi legali, poiché il regista non aveva chiesto il diritto d'autore per le opere citate e inserite all'interno di questo progetto.  Egli, da parte sua, alla fine della prima puntata delle Histoire(s) fa scrivere, come un giovane hacker underground, «Non © JLG films, 1988».
Godard nel 1998 pubblica presso Gallimard quattro volumi in cofanetto (oggi raccolti in un volume unico) uno per ogni capitolo delle Histoire(s). Il libro non contiene tutto il film, contiene molti fotogrammi e gran parte del commento off, è un'opera in cui si sperimenta su carta l'aspetto oltre letterario del cinema.
Il DVD è apparso sul mercato italiano solo nel 2010 grazie alla Cineteca di Bologna